# Liste des planètes mineures (710001-711000)
Voici la liste des planètes mineures numérotées de 710001 à 711000. Les planètes mineures sont numérotées lorsque leur orbite est confirmée, ce qui peut parfois se produire longtemps après leur découverte. Elles sont classées ici par leur numéro.

## Planètes mineures 710001 à 711000
- (710001) 2013 LS37
- (710002) 2013 LW38
- (710003) 2013 LC39
- (710004) 2013 LW39
- (710005) 2013 LX39
- (710006) 2013 LY40
- (710007) 2013 LB41
- (710008) 2013 LN42
- (710009) 2013 LP42
- (710010) 2013 LG47
- (710011) 2013 MR4
- (710012) 2013 MN5
- (710013) 2013 MX8
- (710014) 2013 MC9
- (710015) 2013 MY9
- (710016) 2013 MN10
- (710017) 2013 MQ10
- (710018) 2013 MF11
- (710019) 2013 MO11
- (710020) 2013 MK14
- (710021) 2013 MT16
- (710022) 2013 MN17
- (710023) 2013 MG18
- (710024) 2013 MD19
- (710025) 2013 MM19
- (710026) 2013 MA21
- (710027) 2013 MX21
- (710028) 2013 MA26
- (710029) 2013 NC
- (710030) 2013 NT2
- (710031) 2013 ND5
- (710032) 2013 NR5
- (710033) 2013 NX5
- (710034) 2013 NB9
- (710035) 2013 NH9
- (710036) 2013 NN11
- (710037) 2013 NQ12
- (710038) 2013 NM13
- (710039) 2013 NW13
- (710040) 2013 NY17
- (710041) 2013 NK19
- (710042) 2013 NE21
- (710043) 2013 NC23
- (710044) 2013 NM23
- (710045) 2013 NG24
- (710046) 2013 NS25
- (710047) 2013 NW25
- (710048) 2013 NP27
- (710049) 2013 NA28
- (710050) 2013 NU28
- (710051) 2013 ND29
- (710052) 2013 NN29
- (710053) 2013 NN32
- (710054) 2013 NZ32
- (710055) 2013 NC33
- (710056) 2013 NE33
- (710057) 2013 NH33
- (710058) 2013 NW33
- (710059) 2013 NA34
- (710060) 2013 NS35
- (710061) 2013 NU35
- (710062) 2013 NA37
- (710063) 2013 NX39
- (710064) 2013 NJ40
- (710065) 2013 NU40
- (710066) 2013 NA41
- (710067) 2013 NB45
- (710068) 2013 NT47
- (710069) 2013 NB49
- (710070) 2013 NA50
- (710071) 2013 NE50
- (710072) 2013 NG50
- (710073) 2013 NA52
- (710074) 2013 NS53
- (710075) 2013 NQ55
- (710076) 2013 NS55
- (710077) 2013 NS56
- (710078) 2013 NP57
- (710079) 2013 NX57
- (710080) 2013 NJ60
- (710081) 2013 NQ61
- (710082) 2013 NR62
- (710083) 2013 NT63
- (710084) 2013 NQ67
- (710085) 2013 NQ75
- (710086) 2013 NM79
- (710087) 2013 OR1
- (710088) 2013 OD2
- (710089) 2013 OV5
- (710090) 2013 OU6
- (710091) 2013 OJ9
- (710092) 2013 OS9
- (710093) 2013 OA12
- (710094) 2013 OX13
- (710095) 2013 OH14
- (710096) 2013 OR15
- (710097) 2013 OX15
- (710098) 2013 OD19
- (710099) 2013 PN
- (710100) 2013 PP
- (710101) 2013 PU
- (710102) 2013 PP1
- (710103) 2013 PU1
- (710104) 2013 PF5
- (710105) 2013 PL5
- (710106) 2013 PQ7
- (710107) 2013 PP8
- (710108) 2013 PT8
- (710109) 2013 PN9
- (710110) 2013 PW9
- (710111) 2013 PC10
- (710112) 2013 PL11
- (710113) 2013 PN14
- (710114) 2013 PF15
- (710115) 2013 PK15
- (710116) 2013 PM16
- (710117) 2013 PU19
- (710118) 2013 PH22
- (710119) 2013 PP22
- (710120) 2013 PZ22
- (710121) 2013 PF23
- (710122) 2013 PA25
- (710123) 2013 PG30
- (710124) 2013 PA32
- (710125) 2013 PZ33
- (710126) 2013 PN35
- (710127) 2013 PN38
- (710128) 2013 PP39
- (710129) 2013 PT40
- (710130) 2013 PZ41
- (710131) 2013 PC43
- (710132) 2013 PM46
- (710133) 2013 PD47
- (710134) 2013 PM48
- (710135) 2013 PZ49
- (710136) 2013 PD52
- (710137) 2013 PR52
- (710138) 2013 PP53
- (710139) 2013 PY53
- (710140) 2013 PP54
- (710141) 2013 PE56
- (710142) 2013 PJ56
- (710143) 2013 PJ60
- (710144) 2013 PE62
- (710145) 2013 PM64
- (710146) 2013 PC66
- (710147) 2013 PS67
- (710148) 2013 PT67
- (710149) 2013 PX70
- (710150) 2013 PV71
- (710151) 2013 PN73
- (710152) 2013 PA76
- (710153) 2013 PH76
- (710154) 2013 PY77
- (710155) 2013 PZ77
- (710156) 2013 PB80
- (710157) 2013 PD81
- (710158) 2013 PS83
- (710159) 2013 PB86
- (710160) 2013 PS90
- (710161) 2013 PC92
- (710162) 2013 PE100
- (710163) 2013 PR100
- (710164) 2013 PO101
- (710165) 2013 PR101
- (710166) 2013 PW105
- (710167) 2013 PM111
- (710168) 2013 PU115
- (710169) 2013 PK117
- (710170) 2013 PE119
- (710171) 2013 PU119
- (710172) 2013 PD124
- (710173) 2013 PP124
- (710174) 2013 PC125
- (710175) 2013 PA128
- (710176) 2013 PR132
- (710177) 2013 PN135
- (710178) 2013 PY138
- (710179) 2013 QA
- (710180) 2013 QS1
- (710181) 2013 QJ3
- (710182) 2013 QU3
- (710183) 2013 QX12
- (710184) 2013 QR13
- (710185) 2013 QT17
- (710186) 2013 QJ20
- (710187) 2013 QL23
- (710188) 2013 QL26
- (710189) 2013 QU26
- (710190) 2013 QH27
- (710191) 2013 QC31
- (710192) 2013 QD31
- (710193) 2013 QN31
- (710194) 2013 QR31
- (710195) 2013 QJ32
- (710196) 2013 QS36
- (710197) 2013 QB37
- (710198) 2013 QY38
- (710199) 2013 QE40
- (710200) 2013 QZ43
- (710201) 2013 QT47
- (710202) 2013 QG49
- (710203) 2013 QK50
- (710204) 2013 QT51
- (710205) 2013 QF53
- (710206) 2013 QX54
- (710207) 2013 QJ58
- (710208) 2013 QF62
- (710209) 2013 QY62
- (710210) 2013 QU64
- (710211) 2013 QB70
- (710212) 2013 QP70
- (710213) 2013 QP73
- (710214) 2013 QC78
- (710215) 2013 QQ78
- (710216) 2013 QZ79
- (710217) 2013 QP80
- (710218) 2013 QP81
- (710219) 2013 QT81
- (710220) 2013 QH86
- (710221) 2013 QR86
- (710222) 2013 QJ87
- (710223) 2013 QT91
- (710224) 2013 QL92
- (710225) 2013 QM92
- (710226) 2013 QQ92
- (710227) 2013 QV92
- (710228) 2013 QL99
- (710229) 2013 QR100
- (710230) 2013 QA101
- (710231) 2013 QW101
- (710232) 2013 QG104
- (710233) 2013 QG107
- (710234) 2013 RQ2
- (710235) 2013 RW8
- (710236) 2013 RX14
- (710237) 2013 RA19
- (710238) 2013 RN22
- (710239) 2013 RK26
- (710240) 2013 RS26
- (710241) 2013 RH29
- (710242) 2013 RK30
- (710243) 2013 RK35
- (710244) 2013 RW37
- (710245) 2013 RD38
- (710246) 2013 RE41
- (710247) 2013 RN41
- (710248) 2013 RK43
- (710249) 2013 RJ46
- (710250) 2013 RT46
- (710251) 2013 RY54
- (710252) 2013 RJ55
- (710253) 2013 RR55
- (710254) 2013 RN57
- (710255) 2013 RK60
- (710256) 2013 RY62
- (710257) 2013 RD63
- (710258) 2013 RO64
- (710259) 2013 RP65
- (710260) 2013 RS67
- (710261) 2013 RQ71
- (710262) 2013 RQ74
- (710263) 2013 RG75
- (710264) 2013 RM75
- (710265) 2013 RS82
- (710266) 2013 RJ83
- (710267) 2013 RN85
- (710268) 2013 RP86
- (710269) 2013 RO87
- (710270) 2013 RE92
- (710271) 2013 RK96
- (710272) 2013 RF101
- (710273) 2013 RO101
- (710274) 2013 RP101
- (710275) 2013 RO104
- (710276) 2013 RR104
- (710277) 2013 RV104
- (710278) 2013 RH106
- (710279) 2013 RZ106
- (710280) 2013 RT107
- (710281) 2013 RX107
- (710282) 2013 RY107
- (710283) 2013 RU108
- (710284) 2013 RN119
- (710285) 2013 RT129
- (710286) 2013 RA131
- (710287) 2013 RN131
- (710288) 2013 RN134
- (710289) 2013 RZ134
- (710290) 2013 RO137
- (710291) 2013 RK139
- (710292) 2013 RX141
- (710293) 2013 RV153
- (710294) 2013 RN154
- (710295) 2013 RL159
- (710296) 2013 RL164
- (710297) 2013 RN164
- (710298) 2013 RO178
- (710299) 2013 RU178
- (710300) 2013 RD182
- (710301) 2013 SS1
- (710302) 2013 SL2
- (710303) 2013 SL3
- (710304) 2013 SF5
- (710305) 2013 SA6
- (710306) 2013 SZ11
- (710307) 2013 SY12
- (710308) 2013 SC15
- (710309) 2013 SL17
- (710310) 2013 SO18
- (710311) 2013 SR18
- (710312) 2013 SW22
- (710313) 2013 SC23
- (710314) 2013 SY23
- (710315) 2013 SZ23
- (710316) 2013 SK29
- (710317) 2013 SS29
- (710318) 2013 SX31
- (710319) 2013 SU40
- (710320) 2013 SY44
- (710321) 2013 SA45
- (710322) 2013 SE46
- (710323) 2013 SB49
- (710324) 2013 SS53
- (710325) 2013 SG57
- (710326) 2013 SM64
- (710327) 2013 SP69
- (710328) 2013 SW72
- (710329) 2013 SB73
- (710330) 2013 SO74
- (710331) 2013 SO78
- (710332) 2013 SN82
- (710333) 2013 SG87
- (710334) 2013 SA88
- (710335) 2013 SJ89
- (710336) 2013 SN94
- (710337) 2013 SQ94
- (710338) 2013 SG95
- (710339) 2013 SJ96
- (710340) 2013 SE102
- (710341) 2013 SX102
- (710342) 2013 SA103
- (710343) 2013 SX104
- (710344) 2013 SX106
- (710345) 2013 SS107
- (710346) 2013 SJ114
- (710347) 2013 TB
- (710348) 2013 TT1
- (710349) 2013 TK2
- (710350) 2013 TR8
- (710351) 2013 TY8
- (710352) 2013 TY11
- (710353) 2013 TB14
- (710354) 2013 TE15
- (710355) 2013 TC16
- (710356) 2013 TE18
- (710357) 2013 TY19
- (710358) 2013 TS20
- (710359) 2013 TP25
- (710360) 2013 TQ26
- (710361) 2013 TS30
- (710362) 2013 TT36
- (710363) 2013 TL40
- (710364) 2013 TO41
- (710365) 2013 TM48
- (710366) 2013 TD49
- (710367) 2013 TS56
- (710368) 2013 TZ60
- (710369) 2013 TQ63
- (710370) 2013 TU63
- (710371) 2013 TR64
- (710372) 2013 TM65
- (710373) 2013 TS65
- (710374) 2013 TL66
- (710375) 2013 TC67
- (710376) 2013 TB68
- (710377) 2013 TN72
- (710378) 2013 TD76
- (710379) 2013 TB78
- (710380) 2013 TG89
- (710381) 2013 TC91
- (710382) 2013 TY93
- (710383) 2013 TK99
- (710384) 2013 TA100
- (710385) 2013 TE101
- (710386) 2013 TG105
- (710387) 2013 TM106
- (710388) 2013 TQ115
- (710389) 2013 TN116
- (710390) 2013 TS122
- (710391) 2013 TC123
- (710392) 2013 TH123
- (710393) 2013 TB129
- (710394) 2013 TL132
- (710395) 2013 TR134
- (710396) 2013 TG138
- (710397) 2013 TE144
- (710398) 2013 TN144
- (710399) 2013 TB146
- (710400) 2013 TM148
- (710401) 2013 TA149
- (710402) 2013 TC152
- (710403) 2013 TY153
- (710404) 2013 TD155
- (710405) 2013 TP160
- (710406) 2013 TX161
- (710407) 2013 TK162
- (710408) 2013 TN164
- (710409) 2013 TN165
- (710410) 2013 TV168
- (710411) 2013 TD171
- (710412) 2013 TP171
- (710413) 2013 TS171
- (710414) 2013 TL176
- (710415) 2013 TG182
- (710416) 2013 TU193
- (710417) 2013 TJ196
- (710418) 2013 TO201
- (710419) 2013 TX203
- (710420) 2013 TD204
- (710421) 2013 TG204
- (710422) 2013 TS204
- (710423) 2013 TW206
- (710424) 2013 TS207
- (710425) 2013 TS217
- (710426) 2013 TD218
- (710427) 2013 TT220
- (710428) 2013 TQ223
- (710429) 2013 TH227
- (710430) 2013 UF1
- (710431) 2013 UE2
- (710432) 2013 UV7
- (710433) 2013 UV12
- (710434) 2013 UD13
- (710435) 2013 US13
- (710436) 2013 UR14
- (710437) 2013 UQ22
- (710438) 2013 UA23
- (710439) 2013 US23
- (710440) 2013 UO24
- (710441) 2013 UX33
- (710442) 2013 UE34
- (710443) 2013 UQ39
- (710444) 2013 UG44
- (710445) 2013 UE49
- (710446) 2013 UM59
- (710447) 2013 VQ5
- (710448) 2013 VC6
- (710449) 2013 VR14
- (710450) 2013 VJ15
- (710451) 2013 VT21
- (710452) 2013 VS23
- (710453) 2013 VW30
- (710454) 2013 VG31
- (710455) 2013 VQ41
- (710456) 2013 VG42
- (710457) 2013 VR44
- (710458) 2013 VE51
- (710459) 2013 VV51
- (710460) 2013 VO58
- (710461) 2013 VV68
- (710462) 2013 VZ89
- (710463) 2013 WK16
- (710464) 2013 WN16
- (710465) 2013 WQ17
- (710466) 2013 WC19
- (710467) 2013 WV38
- (710468) 2013 WV48
- (710469) 2013 WM50
- (710470) 2013 WC70
- (710471) 2013 WC74
- (710472) 2013 WZ78
- (710473) 2013 WR82
- (710474) 2013 WT85
- (710475) 2013 WP86
- (710476) 2013 WZ86
- (710477) 2013 WU94
- (710478) 2013 WB98
- (710479) 2013 WH98
- (710480) 2013 WN103
- (710481) 2013 WO103
- (710482) 2013 WC107
- (710483) 2013 WN109
- (710484) 2013 WS109
- (710485) 2013 WZ114
- (710486) 2013 WS120
- (710487) 2013 WJ127
- (710488) 2013 WX128
- (710489) 2013 WT129
- (710490) 2013 WN137
- (710491) 2013 WO140
- (710492) 2013 WD144
- (710493) 2013 XQ2
- (710494) 2013 XX6
- (710495) 2013 XM8
- (710496) 2013 XG9
- (710497) 2013 XV15
- (710498) 2013 XB17
- (710499) 2013 XV22
- (710500) 2013 XE30
- (710501) 2013 XD32
- (710502) 2013 XG32
- (710503) 2013 XD35
- (710504) 2013 XF36
- (710505) 2013 XG36
- (710506) 2013 XH37
- (710507) 2013 XU37
- (710508) 2013 XF39
- (710509) 2013 XN40
- (710510) 2013 XM42
- (710511) 2013 YG1
- (710512) 2013 YF4
- (710513) 2013 YL4
- (710514) 2013 YM13
- (710515) 2013 YM15
- (710516) 2013 YN16
- (710517) 2013 YL17
- (710518) 2013 YL18
- (710519) 2013 YT18
- (710520) 2013 YY20
- (710521) 2013 YS22
- (710522) 2013 YD24
- (710523) 2013 YV25
- (710524) 2013 YY25
- (710525) 2013 YP30
- (710526) 2013 YW46
- (710527) 2013 YE53
- (710528) 2013 YL56
- (710529) 2013 YQ56
- (710530) 2013 YA64
- (710531) 2013 YQ66
- (710532) 2013 YT66
- (710533) 2013 YZ66
- (710534) 2013 YC67
- (710535) 2013 YC68
- (710536) 2013 YY69
- (710537) 2013 YP71
- (710538) 2013 YU71
- (710539) 2013 YS72
- (710540) 2013 YS82
- (710541) 2013 YZ82
- (710542) 2013 YG85
- (710543) 2013 YY93
- (710544) 2013 YE101
- (710545) 2013 YC102
- (710546) 2013 YU104
- (710547) 2013 YX104
- (710548) 2013 YQ111
- (710549) 2013 YV114
- (710550) 2013 YW121
- (710551) 2013 YS122
- (710552) 2013 YA129
- (710553) 2013 YC129
- (710554) 2013 YR130
- (710555) 2013 YE131
- (710556) 2013 YT132
- (710557) 2013 YX134
- (710558) 2013 YC137
- (710559) 2013 YO137
- (710560) 2013 YN141
- (710561) 2013 YE143
- (710562) 2013 YG143
- (710563) 2013 YP144
- (710564) 2013 YN146
- (710565) 2013 YW148
- (710566) 2013 YQ149
- (710567) 2013 YV153
- (710568) 2013 YT154
- (710569) 2013 YR155
- (710570) 2013 YS155
- (710571) 2013 YK162
- (710572) 2013 YS162
- (710573) 2013 YU162
- (710574) 2013 YG163
- (710575) 2014 AD1
- (710576) 2014 AC2
- (710577) 2014 AA3
- (710578) 2014 AU5
- (710579) 2014 AG8
- (710580) 2014 AM8
- (710581) 2014 AN9
- (710582) 2014 AU9
- (710583) 2014 AD13
- (710584) 2014 AD14
- (710585) 2014 AH15
- (710586) 2014 AN17
- (710587) 2014 AY21
- (710588) 2014 AY23
- (710589) 2014 AV26
- (710590) 2014 AG34
- (710591) 2014 AS34
- (710592) 2014 AC35
- (710593) 2014 AE38
- (710594) 2014 AP39
- (710595) 2014 AX46
- (710596) 2014 AQ48
- (710597) 2014 AV50
- (710598) 2014 AW50
- (710599) 2014 AA51
- (710600) 2014 AC55
- (710601) 2014 AO57
- (710602) 2014 AP57
- (710603) 2014 AH58
- (710604) 2014 AO58
- (710605) 2014 AJ59
- (710606) 2014 AT60
- (710607) 2014 AU61
- (710608) 2014 AQ62
- (710609) 2014 AU62
- (710610) 2014 AA68
- (710611) 2014 AJ68
- (710612) 2014 AQ68
- (710613) 2014 AJ69
- (710614) 2014 AU70
- (710615) 2014 AG73
- (710616) 2014 AQ74
- (710617) 2014 AR77
- (710618) 2014 BG1
- (710619) 2014 BV8
- (710620) 2014 BV9
- (710621) 2014 BT15
- (710622) 2014 BR17
- (710623) 2014 BO18
- (710624) 2014 BA19
- (710625) 2014 BB19
- (710626) 2014 BQ20
- (710627) 2014 BB23
- (710628) 2014 BL24
- (710629) 2014 BQ24
- (710630) 2014 BD44
- (710631) 2014 BC50
- (710632) 2014 BY53
- (710633) 2014 BU55
- (710634) 2014 BT56
- (710635) 2014 BY56
- (710636) 2014 BA58
- (710637) 2014 BW58
- (710638) 2014 BK59
- (710639) 2014 BT60
- (710640) 2014 BA62
- (710641) 2014 BH66
- (710642) 2014 BX66
- (710643) 2014 BP69
- (710644) 2014 BT70
- (710645) 2014 BH73
- (710646) 2014 BM73
- (710647) 2014 BR73
- (710648) 2014 BK76
- (710649) 2014 BQ77
- (710650) 2014 BX77
- (710651) 2014 BQ81
- (710652) 2014 BS82
- (710653) 2014 BU82
- (710654) 2014 BE87
- (710655) 2014 BJ89
- (710656) 2014 BO91
- (710657) 2014 CT1
- (710658) 2014 CT2
- (710659) 2014 CJ4
- (710660) 2014 CG10
- (710661) 2014 CR12
- (710662) 2014 CY15
- (710663) 2014 CW17
- (710664) 2014 CZ17
- (710665) 2014 CN20
- (710666) 2014 CG22
- (710667) 2014 CL23
- (710668) 2014 CT25
- (710669) 2014 CG27
- (710670) 2014 CQ27
- (710671) 2014 CZ27
- (710672) 2014 CL28
- (710673) 2014 CW28
- (710674) 2014 CB30
- (710675) 2014 CP32
- (710676) 2014 CH34
- (710677) 2014 CG36
- (710678) 2014 DC1
- (710679) 2014 DJ3
- (710680) 2014 DW5
- (710681) 2014 DP10
- (710682) 2014 DX12
- (710683) 2014 DF13
- (710684) 2014 DK16
- (710685) 2014 DZ16
- (710686) 2014 DS17
- (710687) 2014 DE19
- (710688) 2014 DB20
- (710689) 2014 DA23
- (710690) 2014 DM26
- (710691) 2014 DC36
- (710692) 2014 DD39
- (710693) 2014 DF39
- (710694) 2014 DO40
- (710695) 2014 DN48
- (710696) 2014 DX50
- (710697) 2014 DF53
- (710698) 2014 DJ58
- (710699) 2014 DQ59
- (710700) 2014 DB62
- (710701) 2014 DE62
- (710702) 2014 DB63
- (710703) 2014 DQ65
- (710704) 2014 DD66
- (710705) 2014 DQ66
- (710706) 2014 DA69
- (710707) 2014 DK72
- (710708) 2014 DC77
- (710709) 2014 DV77
- (710710) 2014 DZ81
- (710711) 2014 DW82
- (710712) 2014 DG89
- (710713) 2014 DZ91
- (710714) 2014 DO93
- (710715) 2014 DS96
- (710716) 2014 DZ98
- (710717) 2014 DK100
- (710718) 2014 DD102
- (710719) 2014 DE102
- (710720) 2014 DU104
- (710721) 2014 DR105
- (710722) 2014 DJ109
- (710723) 2014 DN110
- (710724) 2014 DK116
- (710725) 2014 DH121
- (710726) 2014 DJ125
- (710727) 2014 DG129
- (710728) 2014 DX132
- (710729) 2014 DN134
- (710730) 2014 DV134
- (710731) 2014 DZ134
- (710732) 2014 DH136
- (710733) 2014 DK142
- (710734) 2014 DC144
- (710735) 2014 DW145
- (710736) 2014 DZ145
- (710737) 2014 DQ148
- (710738) 2014 DD149
- (710739) 2014 DF150
- (710740) 2014 DP151
- (710741) 2014 DE154
- (710742) 2014 DA155
- (710743) 2014 DD155
- (710744) 2014 DA156
- (710745) 2014 DK156
- (710746) 2014 DY156
- (710747) 2014 DA157
- (710748) 2014 DN157
- (710749) 2014 DP157
- (710750) 2014 DV166
- (710751) 2014 DO167
- (710752) 2014 DV167
- (710753) 2014 DU168
- (710754) 2014 DX168
- (710755) 2014 DY168
- (710756) 2014 DE169
- (710757) 2014 DV169
- (710758) 2014 DL171
- (710759) 2014 DZ173
- (710760) 2014 DA174
- (710761) 2014 DB174
- (710762) 2014 DD174
- (710763) 2014 DE174
- (710764) 2014 DP175
- (710765) 2014 DF176
- (710766) 2014 DX176
- (710767) 2014 DM177
- (710768) 2014 DJ178
- (710769) 2014 DA179
- (710770) 2014 DH181
- (710771) 2014 DW183
- (710772) 2014 DU187
- (710773) 2014 DC188
- (710774) 2014 DH190
- (710775) 2014 DQ190
- (710776) 2014 DP191
- (710777) 2014 DZ191
- (710778) 2014 DX196
- (710779) 2014 DM197
- (710780) 2014 EK
- (710781) 2014 EF6
- (710782) 2014 ES6
- (710783) 2014 EB8
- (710784) 2014 EX14
- (710785) 2014 EK15
- (710786) 2014 EC21
- (710787) 2014 EN21
- (710788) 2014 EN28
- (710789) 2014 EB30
- (710790) 2014 EK34
- (710791) 2014 EW34
- (710792) 2014 EA35
- (710793) 2014 ER35
- (710794) 2014 ER36
- (710795) 2014 EM40
- (710796) 2014 EQ41
- (710797) 2014 EC44
- (710798) 2014 EF44
- (710799) 2014 EC47
- (710800) 2014 EF47
- (710801) 2014 EQ47
- (710802) 2014 ER51
- (710803) 2014 EL61
- (710804) 2014 EV65
- (710805) 2014 EV67
- (710806) 2014 EH69
- (710807) 2014 EC71
- (710808) 2014 EA73
- (710809) 2014 EL73
- (710810) 2014 EW79
- (710811) 2014 EH80
- (710812) 2014 EM84
- (710813) 2014 EA90
- (710814) 2014 EC90
- (710815) 2014 EU94
- (710816) 2014 EP107
- (710817) 2014 EL113
- (710818) 2014 EL115
- (710819) 2014 ED121
- (710820) 2014 EY122
- (710821) 2014 EW131
- (710822) 2014 EL138
- (710823) 2014 EN145
- (710824) 2014 EH149
- (710825) 2014 EE151
- (710826) 2014 EV155
- (710827) 2014 EW156
- (710828) 2014 EC160
- (710829) 2014 EZ165
- (710830) 2014 EU175
- (710831) 2014 EY176
- (710832) 2014 EV181
- (710833) 2014 EU182
- (710834) 2014 EJ183
- (710835) 2014 EO185
- (710836) 2014 EB186
- (710837) 2014 EV190
- (710838) 2014 EZ194
- (710839) 2014 ES195
- (710840) 2014 EK199
- (710841) 2014 EA202
- (710842) 2014 EE204
- (710843) 2014 EA208
- (710844) 2014 EM209
- (710845) 2014 ET219
- (710846) 2014 EZ222
- (710847) 2014 EO226
- (710848) 2014 EY227
- (710849) 2014 EE228
- (710850) 2014 EJ229
- (710851) 2014 EE230
- (710852) 2014 EK236
- (710853) 2014 EQ243
- (710854) 2014 EW247
- (710855) 2014 EG249
- (710856) 2014 EB250
- (710857) 2014 EM250
- (710858) 2014 EW252
- (710859) 2014 EZ253
- (710860) 2014 EC255
- (710861) 2014 EE256
- (710862) 2014 FX4
- (710863) 2014 FG5
- (710864) 2014 FO7
- (710865) 2014 FX11
- (710866) 2014 FM12
- (710867) 2014 FR12
- (710868) 2014 FC13
- (710869) 2014 FW18
- (710870) 2014 FQ19
- (710871) 2014 FA20
- (710872) 2014 FQ20
- (710873) 2014 FV21
- (710874) 2014 FK23
- (710875) 2014 FF24
- (710876) 2014 FH24
- (710877) 2014 FJ24
- (710878) 2014 FN24
- (710879) 2014 FN25
- (710880) 2014 FP25
- (710881) 2014 FK27
- (710882) 2014 FF29
- (710883) 2014 FU29
- (710884) 2014 FY29
- (710885) 2014 FX39
- (710886) 2014 FO40
- (710887) 2014 FO43
- (710888) 2014 FP44
- (710889) 2014 FL54
- (710890) 2014 FM56
- (710891) 2014 FQ56
- (710892) 2014 FL68
- (710893) 2014 FK74
- (710894) 2014 FV74
- (710895) 2014 FB75
- (710896) 2014 FD75
- (710897) 2014 FN76
- (710898) 2014 FC77
- (710899) 2014 FW80
- (710900) 2014 FT81
- (710901) 2014 FB84
- (710902) 2014 FF85
- (710903) 2014 FH85
- (710904) 2014 FM87
- (710905) 2014 FK92
- (710906) 2014 GF4
- (710907) 2014 GQ4
- (710908) 2014 GV5
- (710909) 2014 GK7
- (710910) 2014 GO7
- (710911) 2014 GJ10
- (710912) 2014 GV10
- (710913) 2014 GL18
- (710914) 2014 GT19
- (710915) 2014 GX22
- (710916) 2014 GP23
- (710917) 2014 GR23
- (710918) 2014 GP25
- (710919) 2014 GB26
- (710920) 2014 GZ26
- (710921) 2014 GH28
- (710922) 2014 GU29
- (710923) 2014 GK31
- (710924) 2014 GL32
- (710925) 2014 GJ33
- (710926) 2014 GB42
- (710927) 2014 GB51
- (710928) 2014 GA52
- (710929) 2014 GW56
- (710930) 2014 GX56
- (710931) 2014 GE57
- (710932) 2014 GM58
- (710933) 2014 GO58
- (710934) 2014 GP58
- (710935) 2014 GU58
- (710936) 2014 GK59
- (710937) 2014 GM59
- (710938) 2014 GD60
- (710939) 2014 GD62
- (710940) 2014 GK62
- (710941) 2014 GA63
- (710942) 2014 GX64
- (710943) 2014 GE65
- (710944) 2014 GQ72
- (710945) 2014 GM74
- (710946) 2014 GC79
- (710947) 2014 GH81
- (710948) 2014 GQ84
- (710949) 2014 GA87
- (710950) 2014 GG93
- (710951) 2014 HC3
- (710952) 2014 HD4
- (710953) 2014 HY6
- (710954) 2014 HD9
- (710955) 2014 HF9
- (710956) 2014 HR10
- (710957) 2014 HK11
- (710958) 2014 HB13
- (710959) 2014 HN16
- (710960) 2014 HO17
- (710961) 2014 HG18
- (710962) 2014 HG20
- (710963) 2014 HH22
- (710964) 2014 HT23
- (710965) 2014 HZ26
- (710966) 2014 HP31
- (710967) 2014 HC32
- (710968) 2014 HX32
- (710969) 2014 HU35
- (710970) 2014 HY37
- (710971) 2014 HE42
- (710972) 2014 HU42
- (710973) 2014 HT43
- (710974) 2014 HU43
- (710975) 2014 HB45
- (710976) 2014 HX46
- (710977) 2014 HA50
- (710978) 2014 HD53
- (710979) 2014 HQ58
- (710980) 2014 HF59
- (710981) 2014 HY63
- (710982) 2014 HN65
- (710983) 2014 HO65
- (710984) 2014 HO73
- (710985) 2014 HE87
- (710986) 2014 HB91
- (710987) 2014 HV102
- (710988) 2014 HA103
- (710989) 2014 HZ104
- (710990) 2014 HX106
- (710991) 2014 HH110
- (710992) 2014 HN110
- (710993) 2014 HC115
- (710994) 2014 HF117
- (710995) 2014 HX121
- (710996) 2014 HK127
- (710997) 2014 HN133
- (710998) 2014 HO134
- (710999) 2014 HS134
- (711000) 2014 HR137